# Жоран
Jorane (родилась 12 октября 1975, Квебек (Канада), настоящее имя — фр. Joanne Pelletier), франко-канадская певица-исполнительница, известная своей альтернативной манерой игры на классических музыкальных инструментах. Джоран играет на пианино, виолончели, классической гитаре и других музыкальных инструментах, аккомпанируя себе во время пения.
На счету Джоран 5 изданных альбомов и различные музыкальные проекты.
22 октября 2006 Жоран родила мальчика.

## Альбомы
- Vent fou (1999)
- 16 mm (2000)
- 16MM (2001)
- Live au Spectrum (2002)
- The You and the Now (2004) et avec pochette différente aux É-U (2005) et version Française contenant EVAPORE (2004).
- Evapore (2004)
- Je n'aime que toi (bande sonore du film), 2004
- Live (Jorane)|Live (2005)
- Canvas or Canvass (2007) Projet internet à voir sur le site officiel
- Vers à Soi (2007)
- X Dix (2008)
- Une sorcière comme les autres (2011)
- L'instant aimé (2012)
- Mélopée (2014)
- Le Journal D'Anne Frank (2014)
- Snowtime! Original Motion Picture Soundtrack (2015) — вместе с Éloi Painchaud.